# Hemicordylus
Hemicordylus — рід ящірок родини поясохвостів (Cordylidae). Представники цього роду є ендеміками Південно-Африканської Республіки.

## Види
Рід Hemicordylus нараховує 2 види:
- Hemicordylus capensis (Smith, 1838)
- Hemicordylus nebulosus (Mouton & van Wyk, 1995)